# Любич-Гурны
Любич-Гурны — деревня в гмине Любич Торуньского повета Куявско-Поморского воеводства в центральной части севера Польши.